# Louise af Mecklenburg-Schwerin
Louise Marie Helene (tysk: Luise Marie Helene) (17. maj 1824–9. marts 1859) var en tysk prinsesse af Mecklenburg-Schwerin, der blev fyrstinde af Windisch-Grätz som ægtefælle til Fyrst Hugo af Windisch-Grätz.

## Biografi
Louise blev født den 17. maj 1824 i Ludwigslust i Mecklenburg som andet barn og ældste datter af den senere Storhertug Paul Frederik af Mecklenburg-Schwerin i hans ægteskab med Prinsesse Alexandrine af Preussen.
Louise blev gift den 20. oktober 1849 i Ludwigslust med Prins Hugo af Windisch-Grätz, der i 1867 efterfulgte sin far Veriand som fyrste og overhovede for den yngre linje af Huset Windisch-Grätz.
Louise døde efter kort tids sygdom den 9. marts 1859 i Venedig. Hun blev begravet på Schloss Wagensberg (i dag: Grad Bogenšperk) nær Littai (i dag: Litija) i det nuværende Slovenien.

## Børn
- Alexandrine Marie (1850-1933)
- Olga Marie Friederike (1853-1934)

∞ Andrea Graf Mocenigo
- Hugo Veriand Alfred Alexander Wilhelm (1854-1920)

∞ 1885 Prinsesse Christiane af Auersperg (1866-1962)
- Marie (1856-1929)

∞ 1881 Hertug Paul Frederik af Mecklenburg-Schwerin (1852-1923)